# ترجمة طبية
الترجمة الطبية هي ممارسة ترجمة الوثائق المختلفة - مواد التدريب، والنشرات الطبية، وصحائف بيانات الأدوية، وما إلى ذلك - للرعاية الصحية، والأجهزة الطبية، والتسويق، أو للوثائق السريرية والتنظيمية والتقنية. تطلب معظم البلدان من الشركات والمؤسسات ترجمة المطبوعات ووضع العلامات الخاصة بالأجهزة الطبية أو المستحضرات الصيدلانية إلى لغتها الوطنية. غالبًا ما تتطلب مستندات التجارب السريرية ترجمة للأطباء والمرضى والممثلين التنظيميين المحليين. يجب عادةً ترجمة طلبات الموافقة التنظيمية. بالإضافة إلى المهارات اللغوية، تتطلب الترجمة الطبية تدريبًا خاصًا ومعرفة بالموضوع بسبب الطبيعة الفنية والحساسة والمنظمة للنصوص الطبية.

## عملية
يمكن أن تشمل خطوات الترجمة الطبية:
- استخراج النص من تنسيق المصدر
- ترجمة النص إلى اللغة الهدف
- التحرير بواسطة شخص منفصل لضمان الالتزام بالمصطلحات المعتمدة والأسلوب والصوت المناسبين
- نشر الترجمة بالتنسيق الأصلي (على سبيل المثال ، مستند Word ، صفحة ويب ، برنامج التعليم الإلكتروني)
- التدقيق اللغوي للتأكد من أن الترجمة المنسقة بها علامات ترقيم مناسبة وفواصل أسطر وصفحة ، ويتم عرضها بشكل صحيح
- المراجعة داخل البلد من قبل خبير يتحدث اللغة الأصلية للتأكد من أن الترجمة تلبي جميع المتطلبات

قد تشرف وكالات الترجمة على كل من إدارة المشروع والجوانب اللغوية.[بحاجة لمصدر]

## الجودة والمعايير
تتطلب طبيعة الحياة والموت للنصوص الطبية تأكيدًا قويًا على جودة الترجمة. الصناعة الطبية الدولية منظمة للغاية، والشركات التي يتعين عليها ترجمة الوثائق عادة ما تختار وكالات الترجمة المعتمدة أو المتوافقة مع واحد أو أكثر من المعايير التالية:
- إن 15038 - المعيار الأوروبي لجودة بائع الترجمة (معايير جودة الترجمة)
- أيزو 9001 - معيار نظام الجودة
- أيزو 13485 - المعيار الشامل لتصنيع الأجهزة الطبية

بسبب الكم الهائل من الخصوصيات والأنظمة والتحديات في مجال الترجمة الطبية ، ظهرت بعض شركات الترجمة المتخصصة التي تتعامل مع الترجمات الطبية حصريًا. قامت بعض هذه الشركات بتعيين ممارسين طبيين للإشراف على عملية الترجمة.